# Плевен
Плевен (буг. Плевен; старински Плевна) је град у северном делу земље и седми по величини у Републици Бугарској. Седиште је истоимене области.
Град Плевен је познат по чувеној бици код Плевне из 1877. године између Турака и Руса.

## Географија
Плевен се налази у средишњем делу бугарске Дунавске низије. Град је удаљен око 170 km североисточно од Софије. Гранична река Дунав се налази 50 km северно од града.
Град је смештен на најсевернијим падинама планинског венца Балкан. Надморска висина града је око 110-120 m.
Клима у граду је измењено континентална.

## Историја
Стари Плевен је првобитно био трачко насеље. У време старог Рима овде се налазило утврђење.
Током већег дела средњег века град је био у саставу Бугарске. Године 1270, први пут се помиње под данашњим именом. 1380. године град је пао под власт Османлија.
Године 1878, град је постао део савремене бугарске државе. Претходно се код града десила одлучијућа битка Руско-турског рата 1877-78. Од тада је потпуно променио изглед и добио црте 'европског града', што се посебно сагледава у правилној уличној мрежи и низу велелепних градских здања.

## Становништво
| 1934.  | 1946.  | 1956.  | 1965.  | 1975.   | 1985.   | 1992.   | 2001.   | 2011.   |
| ------ | ------ | ------ | ------ | ------- | ------- | ------- | ------- | ------- |
| 31.250 | 39.059 | 57.555 | 78.933 | 107.883 | 129.863 | 130.747 | 121.880 | 106.954 |

По најновијим проценама град Плевен има око 110.000 становника. Огромна већина градског становништва су етнички Бугари, док остатак чине Роми и Турци. Последњих 20ак година град губи становништво. Оживљавање привреде требало би да заустави негативни демографски тренд.
Већина становника је православне вероисповести — око 90%, док по 5% становника припада исламској и католичкој вероисповести. Број римокатолика је знатно већи него у другим градовима и деловима Бугарске.

## Партнерски градови
- Кавадарци
- Горњи Милановац
- Бурса
- Воден
- Ростов на Дону
- Кајзерслаутерн
- Гимараис
- Битољ
- Браила
- Миколајив
- Волос
- Брест
- Yongchuan District